# Махер, Винсент
Винсент Махер (англ. Vincent Maher, род. 27 января 1929, Дублин) — ирландский шахматист.
Чемпион Ирландии 1950 и 1955 гг. Многократный участник национальных чемпионатов вплоть до конца 1960-х гг.
В составе сборной Ирландии участник двух шахматных олимпиад (1954 и 1956 гг.).

## Спортивные результаты
| Год  | Город     | Соревнование                                | + | −  | = | Результат | Место |
| ---- | --------- | ------------------------------------------- | - | -- | - | --------- | ----- |
| 1950 |           | Чемпионат Ирландии                          |   |    |   |           | 1     |
| 1954 | Амстердам | XI Олимпиада (сборная Ирландии, ?-я доска)  | 4 | 11 | 1 | 4½ из 16  |       |
| 1955 |           | Чемпионат Ирландии                          |   |    |   |           | 1     |
| 1956 | Москва    | XII Олимпиада (сборная Ирландии, 1-я доска) | 1 | 10 | 3 | 2½ из 14  |       |